# Andrew Cooper (remero)
Andrew Dollman Cooper (Melbourne, 23 de diciembre de 1964) es un deportista australiano que compitió en remo.
Participó en dos Juegos Olímpicos de Verano, obteniendo una medalla de oro en Barcelona 1992, en la prueba de cuatro sin timonel, y el quinto lugar en Seúl (ocho con timonel).
Ganó dos medallas de oro en el Campeonato Mundial de Remo, en los años 1986 y 1991.
En 1987 fue condecorado con la Medalla de la Orden de Australia (OAM).

## Palmarés internacional
| Juegos Olímpicos   | Juegos Olímpicos         | Juegos Olímpicos | Juegos Olímpicos   |
| Año                | Lugar                    | Medalla          | Prueba             |
| ------------------ | ------------------------ | ---------------- | ------------------ |
| 1992               | Barcelona (España)       | Medalla de oro   | Cuatro sin timonel |
| Campeonato Mundial |                          |                  |                    |
| Año                | Lugar                    | Medalla          | Prueba             |
| 1986               | Nottingham (Reino Unido) | Medalla de oro   | Ocho con timonel   |
| 1991               | Viena (Austria)          | Medalla de oro   | Cuatro sin timonel |